# Isières
Isières est une section de la ville belge d'Ath située en Wallonie picarde dans la province de Hainaut.
C'était une commune à part entière avant la fusion des communes de 1977.

## Géographie

### Hameaux
- Le Castillon.
- La Plaquerie.
- Le Bois Brûlé.
- Le Petit Marais.
- Tribouriau.
- La Tourette.
- La Cavée (chapelle).
- Outre-Dendre.

### Situation géographique
- Au Nord: commune de Lessines (sections de Papignies et Ollignies).
- Au Sud: commune d'Ath (section de Lanquesaint).
- À l'Est: commune d'Ath (section de Meslin-l'Evêque).
- À l'Ouest: commune d'Ath (section de Rebaix).

### Hydrographie
- La Dendre Canalisée (sépare le village des hameaux d'Outre-Dendre et La Cavée).
- La Sille.
- La fausse Sille (alimentant l'ancien moulin à aubes).
- Le rieu d'Essus.
- Le rieu du Castillon.
- Le rieu de la Fontinière.
- Le rieu de Fostrée.
- Le rieu de la Planquette.
- Le rieu du Bois à Bail (limite avec Ollignies).
- Le rieu de Trétenre.
- Le rieu des Baussières.

## Évolution démographique
- Sources : INS, Rem. : 1831 jusqu'en 1970 = recensements, 1976 = nombre d'habitants au 31 décembre.

## Économie

### Communications
- Bordée au Nord par l'autoroute A8 - E429 Hal-Tournai-Hertain, sortie 31 Ath.
- N56 Mons-Ath-Lessines, aboutissant à l'échangeur autoroutier.
- Ligne SNCB Ath-Lessines-Grammont (arrêt désaffecté à La Cavée - Outre-Dendre)
- Ancienne ligne L94 Bruxelles-Tournai (desserte privatisée du Zoning industriel IDETA de Ghislenghien - arrêt désaffecté au Castillon)